# Gyula Andrássy (1860–1929)

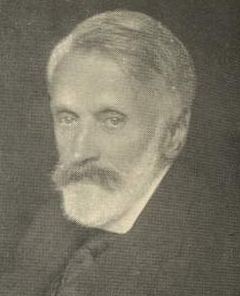
Gyula Andrássy młodszy

Gyula Andrássy młodszy (węg. Ifj. Andrássy Gyula; ur. 30 czerwca 1860 w Tőketerebes, zm. 11 czerwca 1929 w Budapeszcie) – węgierski szlachcic, pan na Csíkszentkirály (dziś rumuńskie Sâncrăieni) i Krásnej Hôrce (Andrássy de Csíkszentkirály et Krasznahorka), austriacki hrabia, polityk, zwolennik trializmu, węgierski minister spraw wewnętrznych (1906–1910) i w 1918 r. (krótko) ostatni minister spraw zagranicznych Austro-Węgier.
Był drugim synem hrabiego Gyuli Andrássyego (1823-1890), wybitnego węgierskiego polityka, premiera Węgier w latach 1867–1871 i ministra spraw zagranicznych Austro-Węgier w latach 1871–1879.
Karierę polityczną rozpoczął w 1892 r. jako podsekretarz stanu w rządzie Sándora Wekerle. W 1893 r. objął tekę ministra edukacji, po czym od 10 czerwca 1894 do 15 stycznia 1895 r. z ramienia węgierskiej Partii Liberalnej pełnił w rządzie Sándora Wekerle funkcję odpowiadającą randze ministra spraw zagranicznych (węg. király személye körüli miniszter). W 1898 r. wraz ze swoim starszym bratem opuścił Partię Liberalną, lecz powrócił do niej rok później po upadku rządu Dezső Bánffyego.
Po dojściu do władzy w październiku 1903 r. hrabiego Istvána Tiszy stanął na czele dysydentów z Partii Liberalnej, wraz z którymi włączył się do koalicji stronnictw opozycyjnych. W 1905 r. stanął na czele Partii Konstytucyjnej. W latach 1906–1910 był ministrem spraw wewnętrznych w koalicyjnym rządzie „agrariuszy” z Sándorem Wekerle na czele. Jesienią 1907 r., po fali manifestacji i strajków, podczas których żądano powszechnych wyborów, przedstawił projekt nowej ustawy wyborczej. Przewidywał on skomplikowany system pluralistyczny, różnicujący wyborców i „wagę” ich głosów w zależności od stopnia zamożności i wykształcenia, a dla najuboższych i analfabetów wprowadzający dodatkowo wybory pośrednie. Powszechne oburzenie szerokich rzesz ludności spowodowało, że sejm – głosami postępowych posłów, głównie z Partii Niepodległości – projekt ten odrzucił.
W 1914 r. opowiedział się za wypowiedzeniem wojny Serbii. W 1916 r., po śmierci Franciszka Józefa i koronacji jego następcy, cesarza Karola I Habsburga na króla Węgier (jako Karola IV) stanął po stronie nowego władcy. Uznając kontynuację autokratycznych i nacjonalistycznych rządów premiera Tiszy za groźbę dla państwa, zmęczonego już działaniami wojennymi, włączył się do koalicji stronnictw opozycyjnych, które doprowadziły w czerwcu 1917 r. do dymisji gabinetu Tiszy. Jesienią 1918 r. na krótko (od 24 października do 2 listopada) został ministrem spraw zagranicznych Austro-Węgier, którą to funkcję sprawował do dnia ich rozpadu. W tym czasie ogłosił zerwanie sojuszu z Niemcami i zadeklarował chęć zawarcia osobnego pokoju z państwami ententy. W 1920 r. powrócił do węgierskiego Zgromadzenia Narodowego, gdzie następnie został liderem Chrześcijańskiej Partii Narodowej.
Napisał m.in.:
- Diplomatie und Weltkrieg (Berlin/Wien 1920);
- Ungarns Ausgleich mit Österreich vom Jahre 1867 (Leipzig 1897).